# Landgraafschap Baar
Baar was een tot de Zwabische Kreits behorend landgraafschap binnen het Heilige Roomse Rijk.
De Baar was al in de Karolingische tijd een bestuurlijke eenheid. Middelpunt van het koninklijke bezit was Neidingen (Beuron). Later kwam een groot deel van dit gebied aan het Huis Zähringen, die bij Neidingen de burcht Fürstenberg bouwden. Hun grootste tegenspelers waren de heren van Geisingen die de burcht Wartenberg bouwden.
Nadat het huis Zähringen in 1218 met Berthold V was uitgestorven, kwamen hun bezittingen in de Baar aan de graven van Urach-Freiburg. Na de dood van graaf Egon V van Urach en Freiburg in 1236 delen zijn zoons de bezittingen. Graaf Hendrik kreeg de bezittingen in de Baar en neemt de naam Fürstenberg aan. In 1282 werd graaf Frederik van Fürstenberg beleend met het landgraafschap Baar.
Graaf Hendrik II van Fürstenberg was gehuwd met Verena de dochter van graaf Hendrik van Freiburg-Badenweiler. Zij erfde in 1318 van haar moeder Anna van Wartenberg de andere delen van de Baar, zodat het gehele gebied onder het huis Fürstenberg verenigd werd.
Na 1408 werd de titel niet regelmatig meer gevoerd of was er sprake van de onjuiste titel landgraaf van Fürstenberg.
In 1305 gingen Bräunlingen en Villingen verloren aan het aartshertogdom Oostenrijk. Donaueschingen werd in 1488 verworven. Möhringen werd in 1520 gekocht van de heren van Klingenberg. In 1536 werd Blumberg gekochten en in 1620 Hüfingen.
Artikel 24 van de Rijnbondakte van 12 juli 1806 stelt het (grootste deel van het) vorstendom Fürstenberg onder de soevereiniteit van het groothertogdom Baden: de mediatisering.